# Ріан Вілкінсон
Ріан Вілкінсон   (англ. Rhian Wilkinson; нар. 12 травня 1982) — канадська футболістка, олімпійська медалістка.

## Виступи на Олімпіадах
| Олімпіада   | Дисципліна | Місце |
| ----------- | ---------- | ----- |
| Пекін 2008  | футбол     | 8     |
| Лондон 2012 | футбол     | 3     |